# Granjon
Granjon ou Grajon LT é uma família de tipos de letra digital, serifada, concebida por George William Jones, em 1928, para a empresa Linotype. Foi inspirada no tipo de letra fundido de Claude Garamond, num livro impresso em 1528, pelo editor Jean Jannon. Já a variante "Granjon Bold" foi concebida mais tarde, em 1939, por Chauncey H. Griffith. O nome "Granjon" é uma marca registada da empresa Heidelberger Druckmaschinen AG e a subsidiária Linotype AG

## Presença
- revista Reader's Digest